# تپه ده‌کون باغچله
تپه ده کون باغچله مربوط به دوران‌های تاریخی پس از اسلام است و در شهرستان دیواندره، بخش مرکزی، روستای باغچله واقع شده و این اثر در تاریخ ۲۴ فروردین ۱۳۸۲ با شمارهٔ ثبت ۸۰۱۳ به‌عنوان یکی از آثار ملی ایران به ثبت رسیده است.